# Fuchibotulus bicornis
Espèce
Fuchibotulus bicornis est une espèce d'araignées aranéomorphes de la famille des Trachelidae.

## Distribution
Cette espèce est endémique du Cap-Occidental en Afrique du Sud,.

## Description
Les mâles mesurent de 3,12 à 3,28 mm et les femelles de 3,28 à 3,55 mm.

## Publication originale
- Haddad & Lyle, 2008 : Three new genera of tracheline sac spiders from southern Africa (Araneae: Corinnidae). African Invertebrates, vol. 49, no 2, p. 37-76.